# Egyptologie

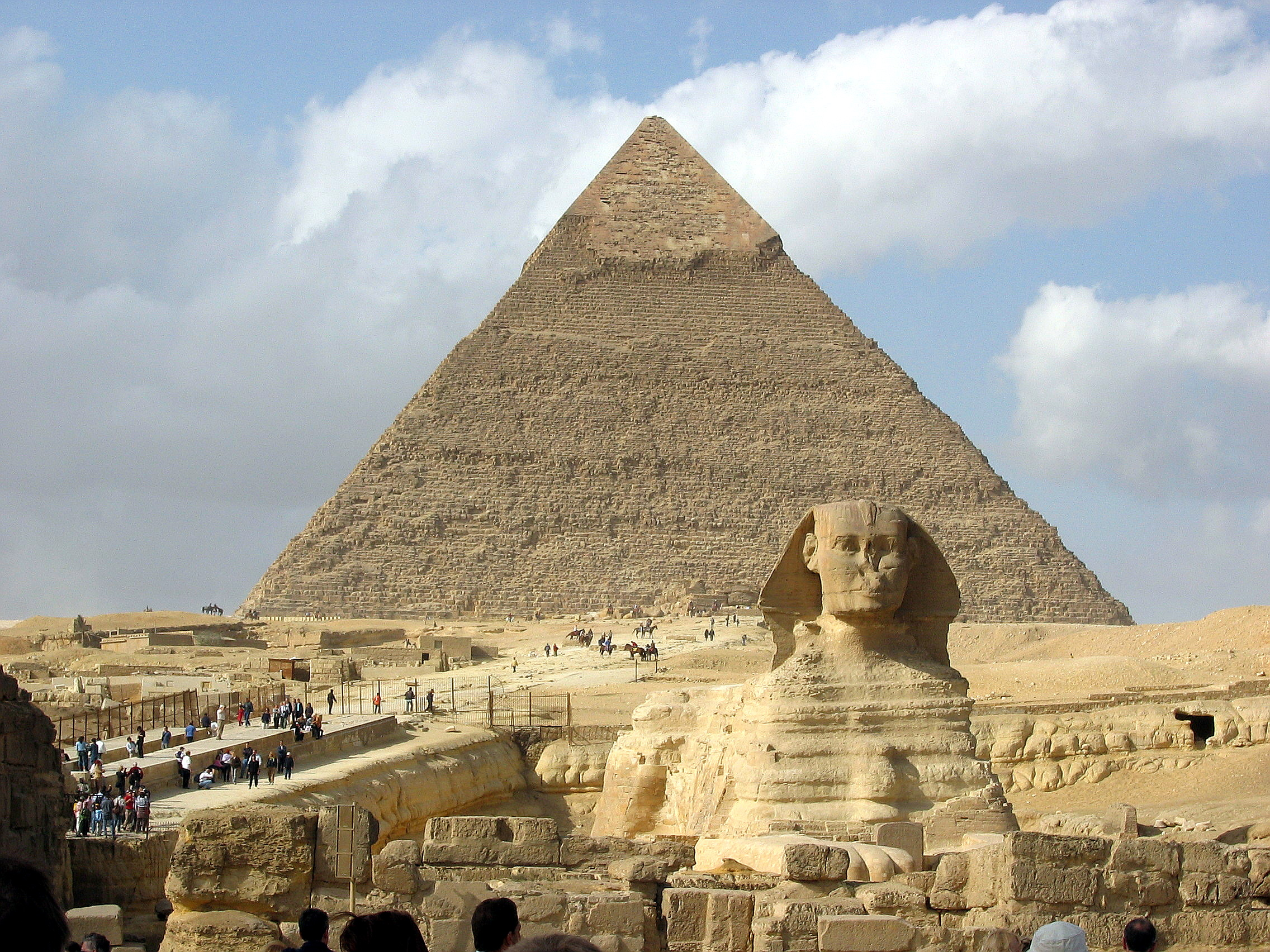
Restanten van de Egyptische oudheid

Egyptologie is de wetenschap die zich bezighoudt met de studie van het Oude Egypte, van de prehistorie (ca. 4500 v.Chr.) tot het begin van de middeleeuwen (640 n.Chr). De egyptologie omvat verschillende disciplines of onderzoeksmethoden, waaronder met name taalkunde, geschiedenis en archeologie. De Oudegyptische cultuur kan vanuit verschillende perspectieven bekeken worden. Verschillende facetten van de egyptologie deelt ze met andere studies, zoals de papyrologie, epigrafie, tekstkritiek, receptiegeschiedenis enzovoorts. De vader van de egyptologie is Jean-François Champollion, een Frans taalkundige. Hij schreef een encyclopedisch werk over het Oude Egypte, ontcijferde het hiërogliefenschrift – waarbij hij de steen van Rosetta, een epigrafische bron, als sleutel gebruikte – en gaf de eerste grammatica van het Egyptisch uit. Zijn vakoverschrijdende aanpak legde de basis voor de moderne egyptologie.
De egyptologie houdt zich bezig met de studie van een gehele cultuur, in plaats van enkel met de taal, de geschiedenis of de materiële resten van deze beschaving, gedurende een lange periode. Deze studie noemt men ook wel een regiostudie, waarbij men over voldoende literaire, schriftelijk of archeologische bronnen beschikt om deze in samenhang te behandelen. De wisselwerking tussen de verschillende soorten bronnen is noodzakelijk om deze culturen te begrijpen. Hoewel de Egyptische beschaving al vroeg beschikte over een eigen schrift, is er geen objectieve geschiedschrijving (in de moderne zin van het woord) door Egyptische auteurs overgeleverd. Het feit dat de Egyptenaren een ander beeld van geschiedenis hadden (cyclische optiek) speelt hierin een belangrijke rol. De bronnen spreken meer over het cyclische dan over het unieke van gebeurtenissen. Met name vanaf het Nieuwe Rijk zijn er voldoende historisch relevante bronnen voor het Oude Egypte beschikbaar. Het oud-Egyptische hiërogliefenschrift was door zijn picturale vorm nauwer verbonden met materiële cultuur dan de meeste andere schriftsoorten. Hierdoor zijn bestudering van teksten en materiële resten, zoals afbeeldingen en architectuur, in de egyptologie sterk verweven.

## Egyptologie in Nederland
In Nederland kan men tegenwoordig alleen aan de Universiteit Leiden de volwaardige studie egyptologie volgen (bij Oude Nabije Oosten Studies). Daarnaast is het voor geïnteresseerden mogelijk om allerlei cursussen te volgen bij stichtingen en andersoortige instellingen zoals het Huis van Horus of verschillende HOVO's.
De belangrijkste collectie Egyptische oudheden in Nederland bevindt zich in het Rijksmuseum van Oudheden in Leiden. Ook het Allard Pierson Museum in Amsterdam heeft een afdeling Egypte. 